# عبد الحميد قياس
عبد الحميد قياس ممثل مسرحي وسينمائي وتلفزي تونسي اشتهر بدور «الشيخ تحيفة» في مسلسل الخطاب على الباب.
فيلم تونس بالليل

## النشاط السياسي
شارك عبد الحميد قياس في الانتخابات التشريعية التونسية في 2019 على رأس قائمة «عيش تونسي» عن دائرة باجة.

## أعماله

### في السينما
- 1990: عصفور السطح للمخرج فريد بوغدير وبدور الشيخ مختار.
- 2006: التلفزة جاية للالمنصف ذويب.
- 2011: الطياب للمخرج أنور الحوار.
- 2017: تونس الليل لإلياس بكار: حمادي.

### في التلفزيون
- 1992:
  - ليام كيف الريح لصلاح الدين الصيد: رضا
  - ولد الناس للمنصف ذويب
- 1994: غادة لمحمد الحاج سليمان
- 1996-1997 : الخطاب على الباب لصلاح الدين الصيد و علي اللواتي والمنصف البلدي: الهادي تحيفة شهر الشيخ تحيفة
- 1997: باب الخوخة لعبد القادر البحوري و نبيل بالسيدة
- 2000: يازهرة في خيالي لعبد القادر الجربي (ضيف شرف)
- 2001: ما حكيتلكشي لخلف الله الخلصي (ضيف شرف)
- 2005:
- شعبان في رمضان لسلمى بكار ولسعد الوسلاتي
- يامسهرني للمنصف ذويب: التوهامي بروطة
- قهوة جلول للطفي بن ساسي وعماد بن حميدة ومحمد دمق: جلول
- 2012: العيشة فن لأمين شيبوب
- 2013: يوميات علولو لكمال يوسف وطارق بنحجل وبشير المناعي: علولو
- 2016: ديما أصحاب لعبد القادر الجربي: حمادي (صاحب روضة أطفال)
- 2017: بوليس حالة عادية لمجدي السميري: الشيخ
- 2018: سبعة صبايا لخلف الله الخلصي: عبد الحميد
- 2021:
- الجاسوس لربيع التكالي: الجينيرال
- كان ياماكانش لعبد الحميد بوشناق: بقراج
- لاطاح لا دزوه لقيس العلوي

#### البرامج
- 2012: كلام الناس: ضيف
- 2017: عبلي شوتايم (ضيف)

### في المسرح
- 1972: شارك في مسرحية «حوت يأكل حوت» إخراج الطيب السهيلي في مهرجان المسرح الجامعي
- 1973: شارك في مجموعة سكاتشات «شرم برم» بالاشتراك مع مؤسسة التلفزة التونسية.
- 1974: شارك في «أوبريت» «عشنا وشفنا» إخراج محمد قمش، تحكي المقاومة حتى الاستقلال، وشارك لطفي بوشناق بالغناء وكان أول ضهور له في عالم الفن.
- 1975: شارك في مسرحية «فلسطين يا بلدي» مع فرقة المنار مهرجان قرية.
- 1976: شارك في مسرحية «الوكالة» ونال جائزة أحسن ممثل في مهرجان أسبوع المسرح الذي كان يقام تخليدا لخطاب الحبيب بورقيبة في 7 نوفمبر 1964.
- 1977:
  - مسرحية «البراني على برة» مسرحية شبه مونودراما بمشاركة المختار الشاوش وإخراج محمد قسم
  - مسرحية «الناقوس»، نص محمد الفريقي ومشاركة في الدراماترجيا مع م.عزوز. تمثيل الأمين النهدي وفوزي مشروم ونصر الدين بن مختار.
- 1978: مسرحية «أهل الهوى» مع الأمين النهدي.
- 1980: تجربة في التنشيط الثقافي قراءات شعرية وحفلات موسيقية مع الفنان الراحل حمادي العجيمي.
- 1982: مونودراما في ثلاثة أجزاء «حما... مات» في إطار المركز الثقافي لمدينة تونس
- 1984:
  - تجربة في مسرح العرائس مسرحية «حمامة السلام» إخراج المنصف بلحاج يحيى.
  - مسرحية «أمي سيسي» مشاركة في الدراماترجيا وممثل محرك عرائس.
  - المشاركة في تأسيس المسرح الوطني التونسي مع المنصف السويسي.
  - بعث أيام قرطاج السينمائية.
- 1985: مسرحية «عصفور الصباح» موجهة للأطفال.
- 2003: مسرحية «مراد الثالث» للمخرج محمد إدريس وبدور ممثل ودراماتورج ومساعد في الإخراج.
- 2005: مسرحية «قرنيطة» كمخرج وممثل ومؤلف بتصرف.

في 1980، شارك في تجربة تنشيطية ثقافية وقراءات وشعر وحفلات مع حمادي اللجمي. وفي سنة 1984، ساهم في تأسيس المسرح الوطني التونسي مع المنصف السويسي وأحيا أيام المسرح بقرطاج.

### الجوائز
- وسام الإستحقاق التونسي (2004)

### الإذاعة
- هدرة تونسية، موزاييك أف أم

## روابط خارجية
- عبد الحميد قياس على موقع IMDb (الإنجليزية)
- عبد الحميد قياس على موقع قاعدة بيانات الأفلام العربية